# Washington Open 1975
Il Washington Open 1975, noto anche come Washington Star International per motivi di sponsorizzazione, è stato un torneo di tennis giocato sulla terra verde. È stata la 7ª edizione del torneo e faceva parte del Commercial Union Assurance Grand Prix 1975. Si è giocato a Washington negli Stati Uniti dal 21 al 26 luglio 1975.

## Campioni

### Singolare maschile
Guillermo Vilas ha battuto in finale  Harold Solomon con il punteggio di 6–1, 6–3.

### Doppio maschile
Robert Lutz /  Stan Smith hanno battuto in finale  Brian Gottfried /  Raúl Ramírez con il punteggio di 7–5, 2–6, 6–1.